# Đạo luật Chất độc da cam 1991
Đạo luật Chất độc da cam năm 1991 giúp Viện Hàn lâm Khoa học Quốc gia thiết lập điều khoản phân tích và tóm tắt bằng chứng khoa học liên quan đến việc tiếp xúc với chất diệt cỏ, dioxin và thuốc diệt cỏ, nổi tiếng hơn với tên gọi Chất độc da cam, trong thời kỳ Chiến tranh Việt Nam. Luật pháp Mỹ xác nhận việc quan sát tình trạng bệnh lý của con người liên quan trực tiếp đến u lympho không Hodgkin, sarcoma mô mềm, bệnh trứng cá do clor và phát ban mụn trứng cá dai dẳng đối với quân nhân từng tham chiến tại khu vực Việt Nam ở nước ngoài. Đạo luật này của Quốc hội nhằm phê chuẩn công tác biên soạn nghiên cứu y khoa về mẫu máu và mô do các cựu binh thời chiến tranh Việt Nam cung cấp lúc mà họ sang Đông Nam Á tham chiến từ năm 1961 đến năm 1975.
Kỳ họp Quốc hội Hoa Kỳ khóa 102 đã thông qua Bộ Luật H.R. 556 và được Tổng thống Mỹ thứ 41 George H. W. Bush ký ban hành thành luật vào ngày 6 tháng 2 năm 1991.

## Lịch sử
Ngày 20 tháng 3 năm 1979, Tổng thống Jimmy Carter ban hành Tuyên bố 4647 công nhận tuần lễ Ngày tưởng niệm từ ngày 28 tháng 5 đến ngày 3 tháng 6 năm 1979 là Tuần lễ Cựu chiến binh Việt Nam năm 1979.
Ngày 6 tháng 12 năm 1979, Quốc hội Hoa Kỳ khóa 96 đã thông qua H.R. 3892 hay còn gọi là Đạo luật Mở rộng và Cải thiện Chương trình Y tế Cựu chiến binh năm 1979. Tu chính án Đề mục 38, còn gọi là Đề mục III: Sửa đổi và Điều khoản Khác nhau về Nhân viên Y tế của Cục Cựu Chiến binh, được Tổng thống Mỹ thứ 39 Jimmy Carter ký ban hành thành luật vào ngày 20 tháng 12 năm 1979. Dự luật Hạ viện 3892 tán thành Bộ Cựu chiến binh thực hiện nghiên cứu dịch tễ học liên quan đến sự phơi nhiễm của con người và những ảnh hưởng xấu đến sức khỏe của dioxin và thuốc diệt cỏ phenoxy. Quy trình về chất độc hại, tích lũy sinh học và khó phân hủy phải do chính Văn phòng Thẩm định Công nghệ phê duyệt như đã nêu trong những điều khoản của luật HR 3892.
Thượng viện khóa 96 thông qua dự luật S. 2096 cho phép Bộ Y tế, Giáo dục và Phúc lợi tiến hành nghiên cứu Chất độc da cam. Ngày 2 tháng 1 năm 1980, Tổng thống Jimmy Carter phủ quyết dự luật của Thượng viện do mục đích lặp đi lặp lại của những điều khoản thuộc Mục 307a1 như đã nêu trong Dự luật Hạ viện 3892.